# NGC 2293
NGC 2293 је спирална галаксија у сазвежђу Велики пас која се налази на NGC листи објеката дубоког неба.
Деклинација објекта је - 26° 45' 17" а ректасцензија 6h 47m 42,8s. Привидна величина (магнитуда) објекта NGC 2293 износи 11,2 а фотографска магнитуда 12,1. Налази се на удаљености од 29,184 милиона парсека од Сунца. NGC 2293 је још познат и под ознакама ESO 490-49, MCG -4-16-23, VV 178, AM 0645-264, CGMW 2-42, PGC 19619.